# 8e étape du Tour d'Italie 2018
Pour un article plus général, voir Tour d'Italie 2018.
La 8e étape du Tour d'Italie 2018 se déroule le samedi 12 mai 2018, entre Praia a Mare et Montevergine di Mercogliano sur une distance de 209 km.

## Parcours
Le début d'étape s'effectue comme la veille en bordure de côte, part dans les terres de Scario à Agropoli avec de petites côtes, puis relonge la mer jusqu'à Salerne. Dans cette ville, le tracé bifurque vers les terres et un parcours de plus en plus accidenté.

## Déroulement de la course
L'échappée de sept coureurs se forme après une heure de course, et obtient environ six minutes d'avance. Bouwman est le dernier à résister ; alors que le peloton l'aperçoit, Chérel tente de parcourir la distance pour le rejoindre, il est bientôt suivi par Carapaz qui rattrape à la fois Chérel et Bouwman et va gagner l'étape au sommet. Dans le peloton des favoris, Pinot fait le sprint comme l'avant-veille et est doublé seulement par Formolo.

## Résultats

### Classement de l'étape
| \| Classement de l'étape \| Classement de l'étape \| Classement de l'étape \| Classement de l'étape \| Classement de l'étape \| \| Coureur \| Coureur \| Pays \| Équipe \| Temps \| \| --------------------- \| --------------------- \| --------------------- \| ------------------------- \| --------------------- \| \| 1er \| Richard Carapaz \| Équateur \| Movistar Team \| 5 h 11 min 35 s \| \| 2e \| Davide Formolo \| Italie \| Bora-Hansgrohe \| + 7 s \| \| 3e \| Thibaut Pinot \| France \| Groupama-FDJ \| + 7 s \| \| 4e \| Enrico Battaglin \| Italie \| LottoNL-Jumbo \| + 7 s \| \| 5e \| Simon Yates \| Royaume-Uni \| Mitchelton-Scott \| + 7 s \| \| 6e \| Domenico Pozzovivo \| Italie \| Bahrain-Merida \| + 7 s \| \| 7e \| Esteban Chaves \| Colombie \| Mitchelton-Scott \| + 7 s \| \| 8e \| Patrick Konrad \| Autriche \| Bora-Hansgrohe \| + 7 s \| \| 9e \| Michael Woods \| Canada \| EF Education First-Drapac \| + 7 s \| \| 10e \| Pello Bilbao \| Espagne \| Astana \| + 7 s \| |                    |             |                           |                 |
| |                    |             |                           |                 |
| Source : ProCyclingStats |                    |             |                           |                 |
| Classement de l'étape |                    |             |                           |                 |
| Coureur | Coureur            | Pays        | Équipe                    | Temps           |
| 1er | Richard Carapaz    | Équateur    | Movistar Team             | 5 h 11 min 35 s |
| 2e | Davide Formolo     | Italie      | Bora-Hansgrohe            | + 7 s           |
| 3e | Thibaut Pinot      | France      | Groupama-FDJ              | + 7 s           |
| 4e | Enrico Battaglin   | Italie      | LottoNL-Jumbo             | + 7 s           |
| 5e | Simon Yates        | Royaume-Uni | Mitchelton-Scott          | + 7 s           |
| 6e | Domenico Pozzovivo | Italie      | Bahrain-Merida            | + 7 s           |
| 7e | Esteban Chaves     | Colombie    | Mitchelton-Scott          | + 7 s           |
| 8e | Patrick Konrad     | Autriche    | Bora-Hansgrohe            | + 7 s           |
| 9e | Michael Woods      | Canada      | EF Education First-Drapac | + 7 s           |
| 10e | Pello Bilbao       | Espagne     | Astana                    | + 7 s           |

### Points attribués
|   | Cycliste           | Pays     | Équipe                      | Points |
| - | ------------------ | -------- | --------------------------- | ------ |
| 1 | Rodolfo Torres     | Colombie | Androni Giocattoli-Sidermec | 10     |
| 2 | Matteo Montaguti   | Italie   | AG2R La Mondiale            | 6      |
| 3 | Koen Bouwman       | Pays-Bas | Lotto NL-Jumbo              | 3      |
| 4 | Matej Mohorič      | Slovénie | Bahrain-Merida              | 2      |
| 5 | Tosh Van Der Sande | Belgique | Lotto Fix All               | 1      |

|   | Cycliste           | Pays     | Équipe                      | Points | Bonif |
| - | ------------------ | -------- | --------------------------- | ------ | ----- |
| 1 | Tosh Van Der Sande | Belgique | Lotto Fix All               | 10     | 3 s   |
| 2 | Rodolfo Torres     | Colombie | Androni Giocattoli-Sidermec | 6      | 2 s   |
| 3 | Matej Mohorič      | Slovénie | Bahrain-Merida              | 3      | 1 s   |
| 4 | Koen Bouwman       | Pays-Bas | Lotto NL-Jumbo              | 2      |       |
| 5 | Jan Polanc         | Slovénie | UAE Emirates                | 1      |       |

| - Sprint final de Montevergine di Mercogliano (km 209) : \| \| Cycliste \| Pays \| Équipe \| Points \| Bonif \| \| -- \| ------------------ \| ----------- \| ------------------------- \| ------ \| ----- \| \| 1 \| Richard Carapaz \| Équateur \| Movistar \| 25 \| 10 s \| \| 2 \| Davide Formolo \| Italie \| Bora-Hansgrohe \| 18 \| 6 s \| \| 3 \| Thibaut Pinot \| France \| Groupama-FDJ \| 12 \| 4 s \| \| 4 \| Enrico Battaglin \| Italie \| Lotto NL-Jumbo \| 8 \| \| \| 5 \| Simon Yates \| Royaume-Uni \| Mitchelton-Scott \| 6 \| \| \| 6 \| Domenico Pozzovivo \| Italie \| Bahrain-Merida \| 5 \| \| \| 7 \| Esteban Chaves \| Colombie \| Mitchelton-Scott \| 4 \| \| \| 8 \| Patrick Konrad \| Autriche \| Bora-Hansgrohe \| 3 \| \| \| 9 \| Michael Woods \| Canada \| EF Education First-Drapac \| 2 \| \| \| 10 \| Peio Bilbao \| Espagne \| Astana \| 1 \| \| |                    |             |                           |        |       |
| | Cycliste           | Pays        | Équipe                    | Points | Bonif |
| 1 | Richard Carapaz    | Équateur    | Movistar                  | 25     | 10 s  |
| 2 | Davide Formolo     | Italie      | Bora-Hansgrohe            | 18     | 6 s   |
| 3 | Thibaut Pinot      | France      | Groupama-FDJ              | 12     | 4 s   |
| 4 | Enrico Battaglin   | Italie      | Lotto NL-Jumbo            | 8      |       |
| 5 | Simon Yates        | Royaume-Uni | Mitchelton-Scott          | 6      |       |
| 6 | Domenico Pozzovivo | Italie      | Bahrain-Merida            | 5      |       |
| 7 | Esteban Chaves     | Colombie    | Mitchelton-Scott          | 4      |       |
| 8 | Patrick Konrad     | Autriche    | Bora-Hansgrohe            | 3      |       |
| 9 | Michael Woods      | Canada      | EF Education First-Drapac | 2      |       |
| 10 | Peio Bilbao        | Espagne     | Astana                    | 1      |       |

### Cols et côtes
- Côte de Montevergine di Mercogliano, 2e catégorie (km 209) :

|   | Cycliste           | Pays        | Équipe           | Points |
| - | ------------------ | ----------- | ---------------- | ------ |
| 1 | Richard Carapaz    | Équateur    | Movistar         | 15     |
| 2 | Davide Formolo     | Italie      | Bora-Hansgrohe   | 8      |
| 3 | Thibaut Pinot      | France      | Groupama-FDJ     | 6      |
| 4 | Enrico Battaglin   | Italie      | Lotto NL-Jumbo   | 4      |
| 5 | Simon Yates        | Royaume-Uni | Mitchelton-Scott | 2      |
| 6 | Domenico Pozzovivo | Italie      | Bahrain-Merida   | 1      |

## Classements à l'issue de l'étape

### Classement général
| \| Classement général \| Classement général \| Classement général \| Classement général \| Classement général \| \| Coureur \| Coureur \| Pays \| Équipe \| Temps \| \| ------------------ \| ------------------ \| ------------------ \| ------------------ \| ------------------ \| \| 1er \| Simon Yates \| Royaume-Uni \| Mitchelton-Scott \| 31 h 43 min 12 s \| \| 2e \| Tom Dumoulin \| Pays-Bas \| Team Sunweb \| + 16 s \| \| 3e \| Esteban Chaves \| Colombie \| Mitchelton-Scott \| + 26 s \| \| 4e \| Thibaut Pinot \| France \| Groupama-FDJ \| + 41 s \| \| 5e \| Domenico Pozzovivo \| Italie \| Bahrain-Merida \| + 43 s \| \| 6e \| Rohan Dennis \| Australie \| BMC Racing Team \| + 53 s \| \| 7e \| Pello Bilbao \| Espagne \| Astana \| + 1 min 03 s \| \| 8e \| Richard Carapaz \| Équateur \| Movistar Team \| + 1 min 06 s \| \| 9e \| Christopher Froome \| Royaume-Uni \| Team Sky \| + 1 min 10 s \| \| 10e \| George Bennett \| Nouvelle-Zélande \| LottoNL-Jumbo \| + 1 min 11 s \| |                    |                  |                  |                  |
| |                    |                  |                  |                  |
| Source : ProCyclingStats |                    |                  |                  |                  |
| Classement général |                    |                  |                  |                  |
| Coureur | Coureur            | Pays             | Équipe           | Temps            |
| 1er | Simon Yates        | Royaume-Uni      | Mitchelton-Scott | 31 h 43 min 12 s |
| 2e | Tom Dumoulin       | Pays-Bas         | Team Sunweb      | + 16 s           |
| 3e | Esteban Chaves     | Colombie         | Mitchelton-Scott | + 26 s           |
| 4e | Thibaut Pinot      | France           | Groupama-FDJ     | + 41 s           |
| 5e | Domenico Pozzovivo | Italie           | Bahrain-Merida   | + 43 s           |
| 6e | Rohan Dennis       | Australie        | BMC Racing Team  | + 53 s           |
| 7e | Pello Bilbao       | Espagne          | Astana           | + 1 min 03 s     |
| 8e | Richard Carapaz    | Équateur         | Movistar Team    | + 1 min 06 s     |
| 9e | Christopher Froome | Royaume-Uni      | Team Sky         | + 1 min 10 s     |
| 10e | George Bennett     | Nouvelle-Zélande | LottoNL-Jumbo    | + 1 min 11 s     |

### Classement du meilleur jeune
| Classement du meilleur jeune | Classement du meilleur jeune | Classement du meilleur jeune | Classement du meilleur jeune | Classement du meilleur jeune |
| Coureur                      | Coureur                      | Pays                         | Équipe                       | Temps                        |
| ---------------------------- | ---------------------------- | ---------------------------- | ---------------------------- | ---------------------------- |
| 1er                          | Richard Carapaz              | Équateur                     | Movistar Team                | 31 h 44 min 18 s             |
| 2e                           | Sam Oomen                    | Pays-Bas                     | Team Sunweb                  | + 36 s                       |
| 3e                           | Ben O'Connor                 | Australie                    | Dimension Data               | + 54 s                       |
| 4e                           | Maximilian Schachmann        | Allemagne                    | Quick-Step Floors            | + 56 s                       |
| 5e                           | Miguel Ángel López           | Colombie                     | Astana                       | + 1 min 06 s                 |
| 6e                           | Valerio Conti                | Italie                       | UAE Team Emirates            | + 4 min 07 s                 |
| 7e                           | Fausto Masnada               | Italie                       | Androni Giocattoli-Sidermec  | + 7 min 51 s                 |
| 8e                           | Jack Haig                    | Australie                    | Mitchelton-Scott             | + 17 min 02 s                |
| 9e                           | Matej Mohorič                | Slovénie                     | Bahrain-Merida               | + 18 min 23 s                |
| 10e                          | Koen Bouwman                 | Pays-Bas                     | LottoNL-Jumbo                | + 18 min 50 s                |

### Classement aux points
| Classement par points | Classement par points | Classement par points | Classement par points         | Classement par points |
| Coureur               | Coureur               | Pays                  | Équipe                        | Points                |
| --------------------- | --------------------- | --------------------- | ----------------------------- | --------------------- |
| 1er                   | Elia Viviani          | Italie                | Quick-Step Floors             | 178 pts               |
| 2e                    | Sam Bennett           | Irlande               | Bora-Hansgrohe                | 100 pts               |
| 3e                    | Sacha Modolo          | Italie                | EF Education First-Drapac     | 73 pts                |
| 4e                    | Jakub Mareczko        | Italie                | Wilier Triestina-Selle Italia | 65 pts                |
| 5e                    | Guillaume Boivin      | Canada                | Israel Cycling Academy        | 52 pts                |
| 6e                    | Davide Ballerini      | Italie                | Androni Giocattoli-Sidermec   | 52 pts                |
| 7e                    | Marco Frapporti       | Italie                | Androni Giocattoli-Sidermec   | 49 pts                |
| 8e                    | Enrico Battaglin      | Italie                | LottoNL-Jumbo                 | 45 pts                |
| 9e                    | Niccolò Bonifazio     | Italie                | Bahrain-Merida                | 43 pts                |
| 10e                   | Maxim Belkov          | Russie                | Katusha-Alpecin               | 38 pts                |

### Classement du meilleur grimpeur
| Classement de la montagne | Classement de la montagne | Classement de la montagne | Classement de la montagne   | Classement de la montagne |
| Coureur                   | Coureur                   | Pays                      | Équipe                      | Points                    |
| ------------------------- | ------------------------- | ------------------------- | --------------------------- | ------------------------- |
| 1er                       | Esteban Chaves            | Colombie                  | Mitchelton-Scott            | 35 pts                    |
| 2e                        | Simon Yates               | Royaume-Uni               | Mitchelton-Scott            | 20 pts                    |
| 3e                        | Thibaut Pinot             | France                    | Groupama-FDJ                | 18 pts                    |
| 4e                        | Richard Carapaz           | Équateur                  | Movistar Team               | 17 pts                    |
| 5e                        | Enrico Barbin             | Italie                    | Bardiani CSF                | 11 pts                    |
| 6e                        | George Bennett            | Nouvelle-Zélande          | LottoNL-Jumbo               | 9 pts                     |
| 7e                        | Davide Formolo            | Italie                    | Bora-Hansgrohe              | 8 pts                     |
| 8e                        | Marco Frapporti           | Italie                    | Androni Giocattoli-Sidermec | 7 pts                     |
| 9e                        | Domenico Pozzovivo        | Italie                    | Bahrain-Merida              | 7 pts                     |
| 10e                       | Ryan Mullen               | Irlande                   | Trek-Segafredo              | 6 pts                     |

### Classements par équipes
| Classement par équipes | Classement par équipes | Classement par équipes | Classement par équipes |
| Équipe                 | Équipe                 | Pays                   | Temps                  |
| ---------------------- | ---------------------- | ---------------------- | ---------------------- |
| 1re                    | Mitchelton-Scott       | Australie              | 95 h 12 min 00 s       |
| 2e                     | Sky                    | Royaume-Uni            | + 2 min 06 s           |
| 3e                     | Movistar Team          | Espagne                | + 2 min 11 s           |
| 4e                     | Astana                 | Kazakhstan             | + 2 min 23 s           |
| 5e                     | UAE Team Emirates      | Émirats arabes unis    | + 6 min 29 s           |
| 6e                     | Groupama-FDJ           | France                 | + 8 min 14 s           |
| 7e                     | Team Sunweb            | Allemagne              | + 14 min 40 s          |
| 8e                     | Lotto NL-Jumbo         | Pays-Bas               | + 15 min 36 s          |
| 9e                     | Dimension Data         | Afrique du Sud         | + 20 min 40 s          |
| 10e                    | AG2R La Mondiale       | France                 | + 22 min 36 s          |

| Classement par équipes | Classement par équipes | Classement par équipes | Classement par équipes |
| Équipe                 | Équipe                 | Pays                   | Temps                  |
| ---------------------- | ---------------------- | ---------------------- | ---------------------- |
| 1re                    | Mitchelton-Scott       | Australie              | 95 h 12 min 00 s       |
| 2e                     | Sky                    | Royaume-Uni            | + 2 min 06 s           |
| 3e                     | Movistar Team          | Espagne                | + 2 min 11 s           |
| 4e                     | Astana                 | Kazakhstan             | + 2 min 23 s           |
| 5e                     | UAE Team Emirates      | Émirats arabes unis    | + 6 min 29 s           |
| 6e                     | Groupama-FDJ           | France                 | + 8 min 14 s           |
| 7e                     | Team Sunweb            | Allemagne              | + 14 min 40 s          |
| 8e                     | Lotto NL-Jumbo         | Pays-Bas               | + 15 min 36 s          |
| 9e                     | Dimension Data         | Afrique du Sud         | + 20 min 40 s          |
| 10e                    | AG2R La Mondiale       | France                 | + 22 min 36 s          |

| Classement par équipes aux points | Classement par équipes aux points | Classement par équipes aux points | Classement par équipes aux points |
| Équipe                            | Équipe                            | Pays                              | Points                            |
| --------------------------------- | --------------------------------- | --------------------------------- | --------------------------------- |

| Classement par équipes aux points | Classement par équipes aux points | Classement par équipes aux points | Classement par équipes aux points |
| Équipe                            | Équipe                            | Pays                              | Points                            |
| --------------------------------- | --------------------------------- | --------------------------------- | --------------------------------- |